# Larisa Yurkiw

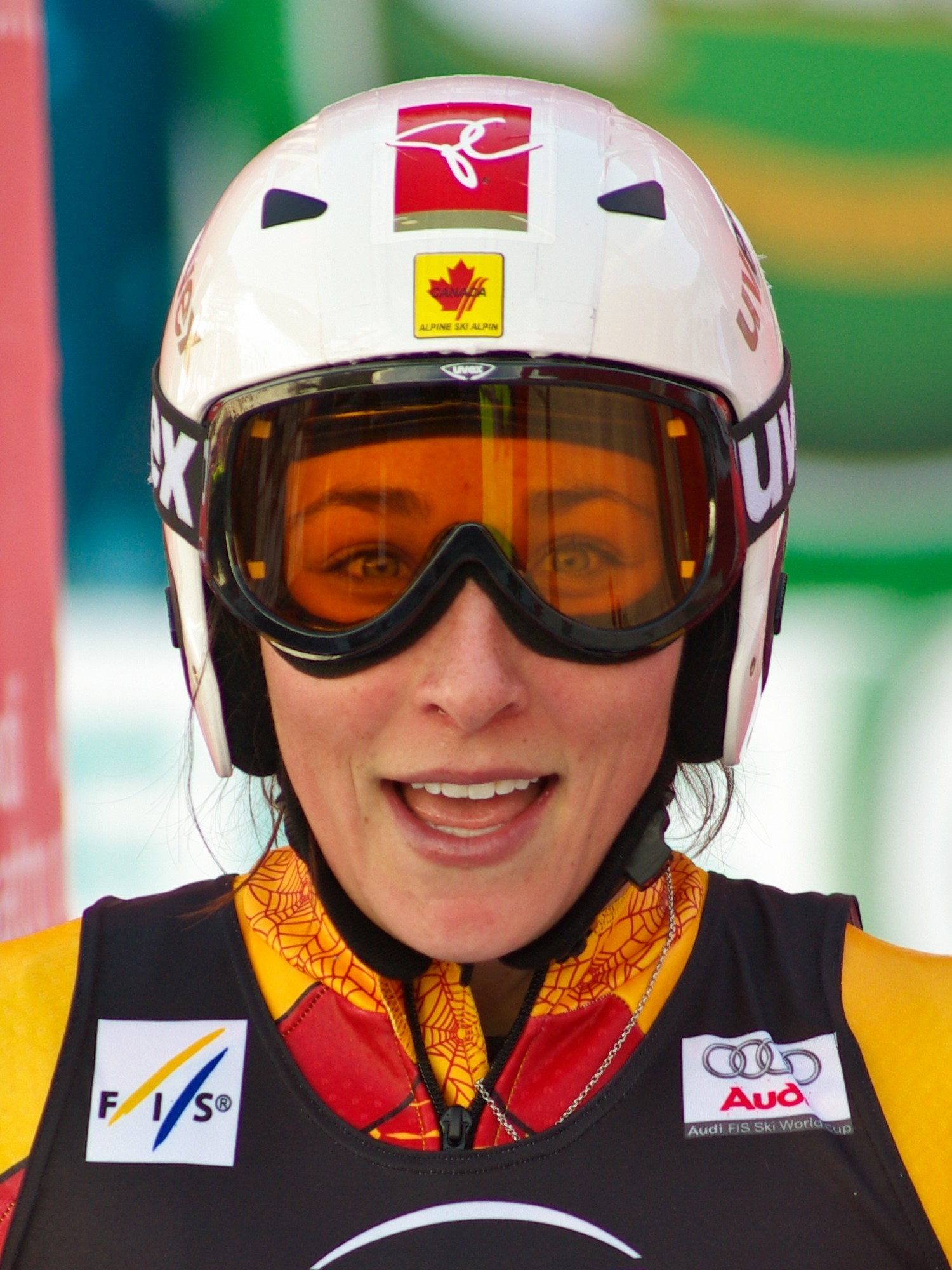
Larisa Yurkiw en 2009.

Larisa Yurkiw nació el 30 de marzo de 1988 en Owen Sound (Canadá), es una esquiadora que tiene 4 podiums en la Copa del Mundo de Esquí Alpino.

## Resultados

### Juegos Olímpicos de Invierno
- 2014 en Sochi, Rusia
  - Descenso: 20.ª

### Campeonatos Mundiales
- 2013 en Schladming, Austria
  - Super Gigante: 23.ª
  - Descenso: 28.ª
- 2015 en Vail/Beaver Creek, Estados Unidos
  - Descenso: 14.ª
  - Super Gigante: 28.ª

### Copa del Mundo

#### Clasificación general Copa del Mundo
- 2008-2009: 88.ª
- 2009-2010: 95.ª
- 2012-2013: 111.ª
- 2013-2014: 52.ª
- 2014-2015: 32.ª

#### Clasificación por disciplinas (Top-10)
- 2014-2015:
  - Descenso: 10.ª
- 2015-2016:
  - Descenso: 3.ª